# تحليلات الرعاية الصحية
تحليلات الرعاية الصحية هي انشطة تحليل الرعاية الصحية التي يمكن القيام بها نتيجة جمع البيانات من أربعة مجالات تتعلق بالرعاية الصحية، بيانات المطالبات والتكاليف، وبيانات الادوية والبحث والتطوير والبيانات السريرية (البيانات التي تم جمعها من السجلات الطبية الالكترونية), وبيانات سلوكيات المريض ومعنوياته (سلوكيات المريض وتفضيلاته), (مشتريات التجزئة على سبيل المثال البيانات التي يتم التقاطها في المتاجر الجارية).
تحليلات الرعاية الصحية هي صناعة متنامية في الولايات المتحدة، ومن المتوقع ان تنمو إلى أكثر من 31 مليار دولار بحلول عام 2022 .
تركز الصناعة على مجالات التحليل السريري، التحليل المالي، تحليل سلسلة التوريد، وكذلك التسويق وتحليل الموارد البشرية.
تسمح تحليلات الرعاية الصحية بفحص الانماط في بيانات الرعاية الصحية المختلفة من أجل تحديد كيفية تحسين الرعاية السريرية مع الحد من الإنفاق المفرط.

## دور الحكومة الفيدرالية في تكنولوجيا المعلومات الصحية
تشارك العديد من الكيانات الفيدرالية بشكل كبير في تكنولوجيا المعلومات الصحية.
داخل السلطة التنفيذية تمتلك الإدارة نفسها ومراكز الرعاية الطبية وخدمات الرعاية الطبية، ومكتب المنسق الوطني لتكنولوجيا المعلومات الصحية خططاً إستراتيجية وتشارك في تحديد اللوائح.
داخل السلطة التشريعية تعقد لجان متعددة داخل مجلس النواب ومجلس الشيوخ جلسات استماع ولديها آراء حول استخدام البيانات والتكنولوجيا لخفض التكاليف وتحسين مخرجات الرعاية الصحية.
أصدر ONC الخطة الاستراتيجية لتكنولوجيا المعلومات الصحية الفيدرالية 2015-2020. تحدد هذه الخطة الخطوات التي ستتبعها الوكالات الفيدرالية لتحقيق الاستخدام الواسع لتكنولوجيا المعلومات الصحية والمعلومات الصحية الالكترونية لتعزيز البنية التحتية لتكنولوجيا المعلومات الصحية، وتعزيز الصحة التي تتمحور حول الشخص والإدارة الذاتية لتحويل تقديم الرعاية الحية وصحة المجتمع وتعزيز البحث والمعرفة العلمية والابتكار. تهدف هذه الخطة إلى توفير الوضوح في السياسات والبرامج والاإجراءات الفيدرالية وتتضمن استراتيجيات لمواءمة متطلبات البرنامج وتبسيط اللوائح كما تهدف إلى مساعدة مستخدمي تكنولوجيا المعلومات الصحية على تحسين نظام التعلم الصحي لتحقيق صحة أفضل.
تتضمن الخطة الاستراتيجية العديد من المبادرات الرئيسية التي تستخدم استراتيجيات متعددة لتحقيق اهدافها.وهي تشمل:
1. وضع اللمسات الاخيرة على خارطة الطريق للتشغيل البيني وتنفيذها.
2. حماية أمن وخصوصية المعلومات الصحية.
3. تحديد المعايير التقنية وتحديد أولوياتها والنهوض بها.
4. زيادة ثقة المستخدمين والسوق في السلامة والاستخدام الآمن لتكنولوجيا المعلومات الصحية.
5. تطوير البنية التحتية للإتصالات الوطنية.
6. التعاون بين جميع اصحاب المصلحة.

### التحديات التي تواجهها

#### إنشاء خارطة طريق للتشغيل البيني
هناك ثلاث تحديات أساسية يجب معالجتها:
1. الاختلاف في كيفية اختبار المعايير وتنفيذها.
2. الاختلاف في كيفية تفسير أصحاب المصلحة في تكنولوجيا المعلومات الصحية وتنفيذ السياسات والمتطلبات القانونية.
3. ممانعة الجهات المعنية بتكنولوجيا المعلومات الصحية في المشاركة والتعاون بطرق قد تعزز مشاركة المستهلك.

يعمل مكتب ONC على تطوير استشارات سياسية لتبادل المعلومات الصحية بحلول عام 2017 والتي ستحدد التوقعات الأساسية للشركاء التجاريين حول تبادل المعلومات الصحية وإمكانية التشغيل المتبادل وتبادل المعلومات. يحظر القانون الفيدرالي وقانون الولاية الحالي فقط انواعاً معينة من حظر المعلومات في ظروف محدودة وضيقة على سبيل المثال: بموجب قانون التأمين الصحي لقابلية النقل والمساءلة أو قانون مكافحة الإختلاس.

#### حماية الخصوصية والأمان
بالإضافة إلى قانون نقل التأمين الصحي والمسؤولية يوجد لدى العديد من الدول قوانين خصوصية خاصة بها لحماية المعلومات الصحية للفرد. قوانين الدول التي تتعارض مع قانون نقل التأمين الصحي والمسؤولية تستبق عموماً من المتطلبات الفيدرالية ما لم ينطبق استثناء محدد. على سبيل المثال: إذا كان قانون الدولة يتعلق بمعلومات صحية يمكن تحديدها وتوفر حماية أكبر للخصوصية فلن يتم منعها من قبل HIPAA.نظراً لأن قوانين الخصوصية قد تختلف من دولة إلى أخرى فقد تثير الارتباك بين اصحاب المصلحة في تكنولوجيا المعلومات الصحية وتجعل من الصعب الامتثال للخصوصية.

#### إنشاء معايير فنية مشتركة
يعد استخدام المعايير الفنية المشتركة ضرورياً لنقل المعلومات الصحية الالكترونية بسلاسة وأمان.في حين أن بعض محتويات السجلات السريرية مثل نتائج المختبر والقياسات الإكلينيكية يمكن توحيدمحتويات أخرى بسهولة في ملاحظات المزود قد يكون من الصعب توحيدها. كما يجب تحديد الأساليب التي تسمح بتوحيد ملاحظات الموفر والبيانات التقليدية الأخرى «النص الحر».
يشهد برنامج ONC HIT على أن النظام يفي بالقدرة التكنولوجية ووظائف ومتطلبات الامان التي يعتمدها برنامج HHS .وسوف يقوم برنامج ONC بتقييم البرامج على اساس مستمر لضمان قدرته على معالجة وتعزيز تطبيقات تكنولوجيا المعلومات الصحية ومتطلباتها التي تدعم النماذج الفيدرالية القائمة على القيمة ونماذج الدفع البديلة.

#### زيادة الثقة في السلامة والاستخدام الآمن لتكنولوجيا المعلومات الصحية
يحتاج مستهلكوا الرعاية الصحية ومقدموا الخدمات والمؤسسات إلى الشعور بالثقة في أن منتجات تكنولوجيا المعلومات أو النظم أو الخدمات التي يستخدمونها ليست آمنة ومفيدة فحسب بل يمكنهم ايضاً التبديل بين المنتجات أو الانظمة أو الخدمات دون فقدان المعلومات القيمة أو المالية غير ضرورية العبء. سيحاول تنفيذ الخطة الاستراتيجية الفيدرالية لتكنولوجيا المعلومات الصحية 2015_2020 جنباً إلى جنب مع خطة مراقبة سلامة صحة تكنولوجيا المعلومات الصحية الخاصة بقانون سنة 2013 وقانون السلامة والابتكار 2012 للأغذية والادوية ومعالجة هذه المخاوف.

#### تطوير هيكل الاتصالات الوطنية
البنية التحتية للاتصالات الوطنية ضرورية لتمكين تبادل المعلومات الصحية الالكترونية بين اصحاب المصلحة بما في ذلك مقدمي الخدمات والافراد والمستجيبيين الاولين للطوارئ. كما انه ضروري لتقديم خدمات الصحة عن بعد أو استخدام التطبيقات الصحية المتنقلة " ستدعم خدمات الاتصال اللاسلكي واسع النطاق وعالي السرعة ومشاركة المعلومات الصحية الالكترونية واستخدامها ودعم الاتصالات المطلوبة لتقديم الرعاية ودعم استمراريتها اثناء الكوارث وحالات الطوارئ الصحية العامة.

#### تعاون اصحاب المصلحة
تهدف الحكومة الفيدرالية في دورها كمساهم ومستفيد ومتعاون إلى تشجيع المبتكرين ورجال الأعمال من القطاع الخاص وكذلك الباحثين على استخدام البيانات الممولة من الحكومة والجهات الحكومية لإنشاء تطبيقات ومنتجات وخدمات وميزات مفيدة تساعد على تحسين الصحة والرعاية الصحية. يتلقى HHS الاموال من الصندوق الاستنمائي لبحوث النتائج التي تركز على المريض لبناء قدرة البيانات لابحاث النتائج التي تركز على المريض. تشير التقديرات إلى ان HHS ستتلقى ما يزيد عن 140 مليون دولار للفترة ما بين 2011-2019. سيتم استخدام هذه الاموال لتمكين بنية تحتية شاملة وقابلة للتشغيل وشبكة بيانات مستدامة لجمع وربط وتحليل البيانات من مصادر متعددة للتسهيل على المريض.

## التشريعات
يؤدي الاستخدام الهادف وقانون حماية المرضى والرعاية الميسورة (ACA) والتكلفة المتناقصة لتخزين البيانات إلي تخزين البيانات الصحية ومشاركتها واستخدامها من قبل العديد من مقدمي الخدمات وشركات التأمين ومؤسسات البحث. توجد العديد من المخاوف المتعلقة بكيفية قيام المؤسسات بتجميع المعلومات الشخصية وتخزينها ومشاركتها واستخدامها بما في ذلك مخاوف الخصوصية والسرية بالإضافة إلى المخاوف المتعلقة بجودة ودقة البيانات التي تم جمعها. يمكن ان يضمن توسيع التنظيم الحالي خصوصية المريض وحراسة سلامة المريض لتحقيق التوازن بين الوصول إلى البيانات والتأثير الاخلاقي لكشف تلك البيانات.

### موازنة المصالح -الابتكار والخصوصية وسلامة المرضى
قد لا توفر الحرية الكاملة للوصول إلى البيانات أفضل حماية لحقوق المرضى. قد تحد القيود التوسعية على جمع البيانات بشكل غير ضروري من فائدتها المحتملة. بالاضافه إلى جمع البيانات هناك مخاوف بشأن مخاطر الاخطاء الاحصائية، الاستنتاجات أو التنبؤات الخاطئة وسوء استخدام النتائج. يمكن للسياسات المناسبة ان تدعم المكاسب في التحسينات العملية وخفض التكاليف وصحة الفرد والسكان.بالإضافة إلى ذلك فإن تقديم الحوافز لتشجيع الاستخدام المناسب قد يعالج بعض المخاوف ولكنه قد يحفز ايضاً عن طريق الخطأ إساءة استخدام البيانات. اخيراً قد يشجع إنشاء معايير للبنية التحتية لتكنولوجيا المعلومات الصحية على مشاركة البيانات واستخدامها، ولكن هذه المعايير تحتاج إلى إعادة تقييم على اساس منتظم ومستمر لأن السرعة المتقدمة للابتكار التكنولوجي تتسبب في ان تصبح المعايير أفضل وممارسات أفضل.

### المجالات المحتملة للتصدي لها من خلال التشريعات

#### الحد من جمع البيانات
يجب تلبية احتياجات مقدمي الرعاية الصحية، والوكالات الحكومية، والخطط الصحية والباحثين للحصول على بيانات جيدة لضمان الرعاية الطبية الكافية ولإدخال تحسينات على نظام الرعاية الصحية مع الاستمرار في ضمان حق المرضى في الخصوصية. يجب ان يقتصر جمع البيانات على ضرورة الرعاية الطبية وتفضيل المرضى خارج تلك الرعاية. مثل هذه الحدود ستحمي خصوصية المريض مع تقليل تكاليف البنية التحتية لتخزين البيانات. عندما يكون ذلك ممكناً يجب ابلاغ المرضى بالبيانات التي يتم جمعها قبل الانخراط في الخدمات الطبية.

#### الحد من استخدام البيانات
يزيد توسيع توافر البيانات الضخمة من خطر الاخطاء الاحصائية والاستنتاجات والتنبؤات الخاطئة وسوء استخدام النتائج. تدعم الادلة استخدام البيانات لتحسين العملية وتخفيض التكلفة وصحة الفرد والصحة العامة. الاستخدامات المبتكرة للصحة الفردية يمكن ان تضر السكان المحرومون كما يمنع تقييد الاستخدام للرفض والاستبعاد الاستخدام لتحديد الاهلية للحصول على المزايا أو الرعاية ويتم تنسيقه مع قوانين مكافحة التمييز الأمريكية الأخرى مثل قانون الإبلاغ عن الائتمان العادل ويتم تنسيقه مع قوانين مكافحة التمييز مثل قانون الحقوق المدنية والمعلومات الجينية.

#### تقديم حوافز لتشجيع الاستخدام المناسب
وقد أدت زيادة التكامل الرأسي في كل من مقدمي القطاعين العام والخاص إلى إنشاء قواعد بيانات ضخمة للسجلات الصحية الالكترونية. كما انه لدى مؤسسات الرعاية الصحية الكبيرة دافع داخلي لتطبيق تحليلات الرعاية الصحية إلى حد كبير لخفض التكاليف من خلال توفير الرعاية الوقائية.يمكن ان تزيد السياسة استخدام البيانات عن طريق تحفيز شركات التأمين ومقدمي الخدمات لزيادة تتبع السكان مما يحسم النتائج.

#### وضع معايير للبنية التحتية لتكنولوجيا المعلومات
من المحتمل ان تحد البنية التحتية غير الملائمة لتكنولوجيا المعلومات من نتائج تحليلات الرعاية الصحية وتأثيرها على الممارسة السريرية. يضمن إنشاء معايير للبنية التحتية لتكنولوجيا المعلومات القادرة على استيعاب البيانات الضخمة المتوازنة مع معالجة امكانية الوصول والملكيو والخصوصية. يمكن استكشاف امكانيات جديدة مثل وضع الحماية الافتراضي الذي يتكون من البيانات المفلترة المصرح بها للباحثين الذين يصلون إلى وضع الحماية. كما تعزز المعايير تنسيق أسهل في التعاون في مجال المعلومات بين المنظمات الطبية والبحثية المختلفة مما يؤدي إلى تحسين رعاية المرضى بشكل كبير من خلال تحسين الاتصال بين مقدمي الخدمات وتقليل الازدواجية والتكاليف.